# ارملو (شهر)
ارملو (شهر) (به هلندی: Ermelo) یک شهرستان در هلند است که در خلدرلاند واقع شده‌است. ارملو ۱۳ متر بالاتر از سطح دریا واقع شده‌است.

## نگارخانه

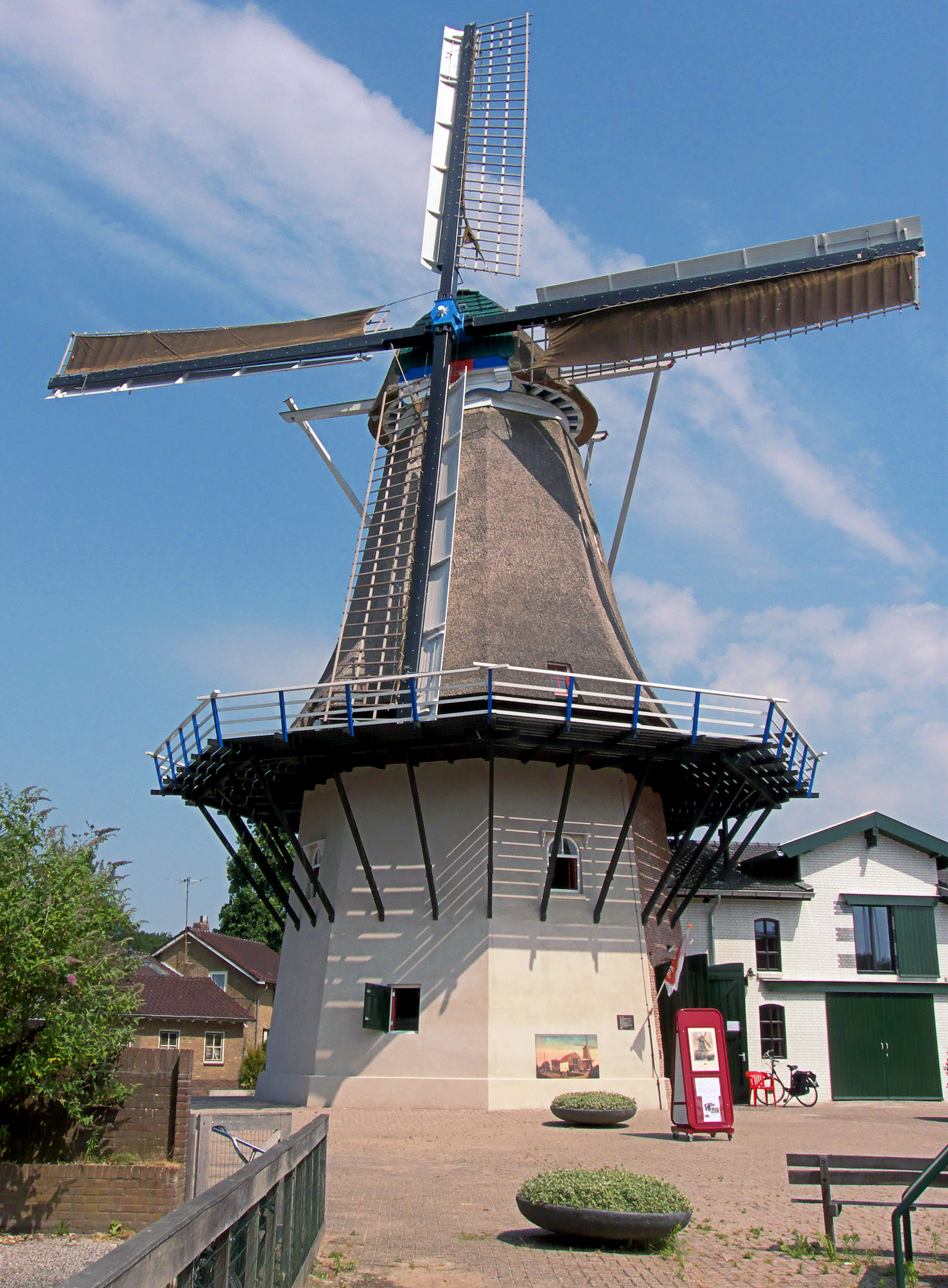
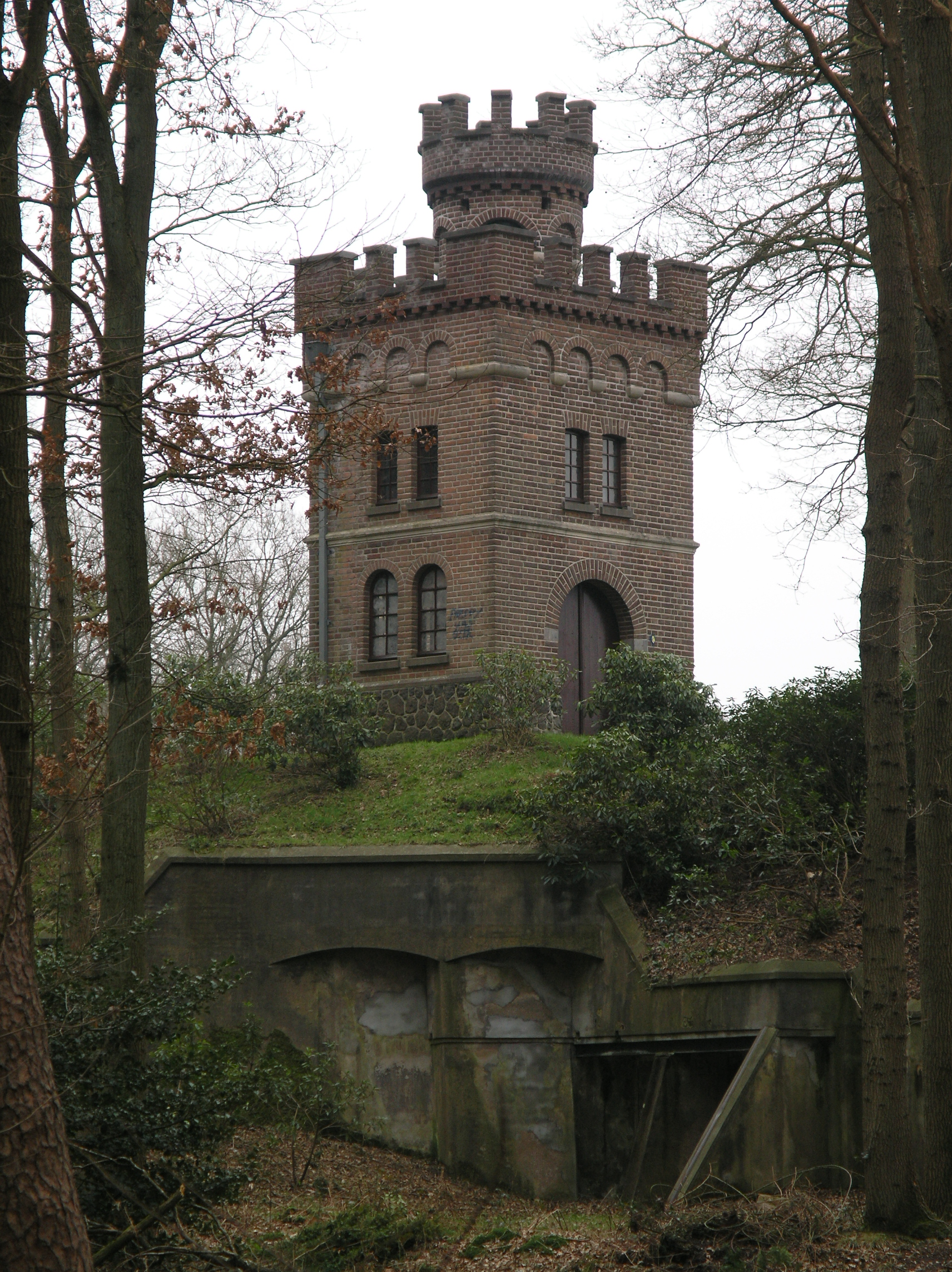
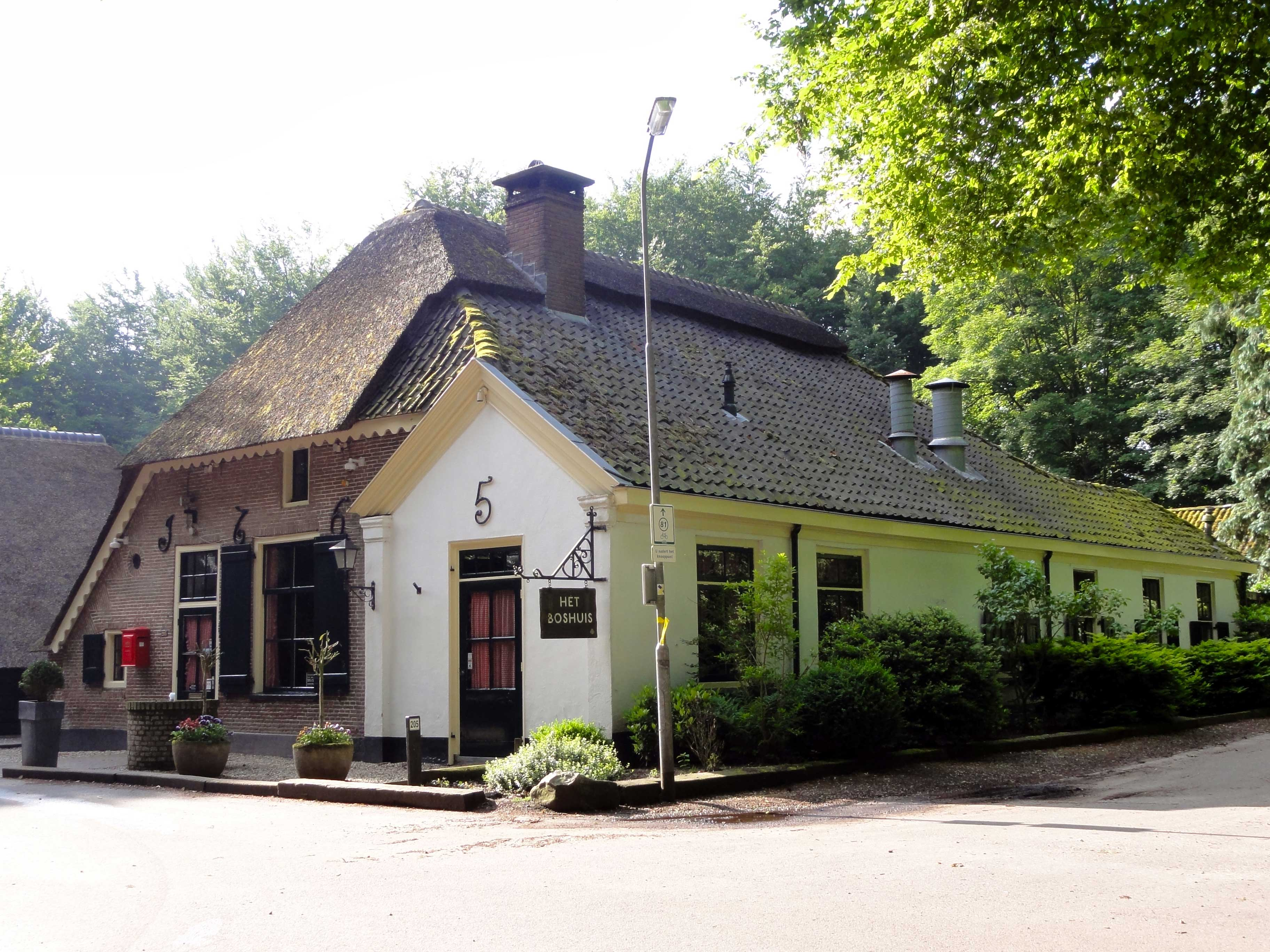